# Внешняя политика Лесото
Внешняя политика Лесото — общий курс Лесото в международных делах. Внешняя политика регулирует отношения Лесото с другими государствами. Реализацией этой политики занимается министерство иностранных дел Лесото.

## История
Географическое положение Лесото делает его чрезвычайно зависимым от политических и экономических событий в соседней Южно-Африканской Республике. Столица Лесото – небольшой город Масеру. Лесото является членом многих региональных экономических организаций, включая: Сообщество развития юга Африки (САДК) и Южноафриканский таможенный союз (SACU). Лесото также активно участвует в Организации Объединённых Наций (с 17 октября 1966 года), Организации африканского единства (в настоящее время Африканский союз), Движении неприсоединения и многих других международных организациях. Страна участвует в Экономической комиссии для Африки и всех нерегиональных специализированных агентствах кроме МАГАТЭ и Международной морской организации. Лесото является также членом Содружества наций, Африканского банка развития, G-77, Африканского союза. Лесото с 31 мая 1995 года является членом Всемирной торговой организации. Несмотря на отсутствие выхода к морю, страна подписала Конвенцию ООН по морскому праву.
Республика Корея, Соединённые Штаты Америки, Южно-Африканская Республика, Ирландия, Китайская Народная Республика, Ливия и Европейский союз в настоящее время имеют постоянные дипломатические представительства в Лесото. Лесото исторически поддерживает тесные связи с Ирландией (одним из крупнейших доноров по оказанию помощи Лесото), Соединёнными Штатами Америки, Великобританией, Германией и другими западными государствами. В 1990 году правительство Лесото решило разорвать отношения с Китайской Народной Республикой и восстановить отношения с Китайской Республикой (Тайвань). Однако, Лесото восстановило дипломатические отношения с Китайской Народной Республикой в 1994 году.